# Carlo Forti
Carlo Forti (Teramo, 29 luglio 1766 – Teramo, 27 marzo 1845) è stato un ingegnere italiano.

## Biografia
L'ingegnere teramano Carlo Forti nacque da Valerio e Teresa Lancellotti. Studiò a Teramo il disegno e le belle lettere. All'età di vent'anni fu mandato a Napoli per studiare medicina ma provò subito attrazione per le scienze esatte. Frequentò la scuola di matematica dove ebbe tra i docenti il Nicola Fergola che senz'altro caratterizzò la sua formazione. La passione per la matematica in seguito si trasferì nell'ingegneria.
Numerosi i progetti eseguiti sia per la città di Teramo che per il dipartimento dei tre Abruzzi (Abruzzo Ulteriore I, Abruzzo Ulteriore II, Abruzzo Citeriore). Nel 1792, al suo primo incarico si occupò della sistemazione del Porto di Brindisi, in qualità di assistente ingegnere dell'ing. Carlo Pollio anch'egli della scuola del Fergola. Con il Pollio, il giovane Forti approfondì le proprie conoscenze e competenze di ingegneria idraulica. I lavori del porto furono interrotti per le vicende politiche del tempo.
Si occupò della costruzione del Porto di Gaeta. Nel 1801 lavorò nel tracciamento della via Egnazia, la strada nella Provincia della Capitanata, in Puglia. La strada non fu però portata a compimento. Nel 1805 tornò a Teramo. Nel 1806 insieme all'architetto-ingegnere Eugenio Michitelli progettò le scenografie per la festa del giuramento della città al Re Giuseppe Bonaparte in visita a Teramo.
Si avviò verso una carriera di alto funzionario tecnico dei governi francese e borbonico. Con un decreto del 7 febbraio 1809, ebbe l'importante incarico di ingegnere in capo dell'appena istituito Corpo di strade e ponti, con l'incarico di organizzare con i pari colleghi tutti i lavori che si dovevano eseguire nel Regno.  Forti ebbe l'incarico per il territorio nord del Regno, costituito dai tre Abruzzi. 
Dal 1810 fu membro della Società di agricoltura, della quale divenne vicepresidente nel 1831 e presidente generale nel 1832, 1839 e 1842. Nel 1826 fu nominato Ispettore per il dipartimento degli Abruzzi e Molise. Nel 1835 divenne Segretario della Direzione generale in Napoli.
Fu tra i principali collaboratori della rivista "Il Gran Sasso d'Italia", diretta da Ignazio Rozzi e Giacinto Dragonetti dal 1838 e il 1848. I suoi interventi in questa sede riguardarono soprattutto l'agricoltura e i metodi per migliorarla. Fu nominato Socio corrispondente dell'Accademia delle Belle Arti di Napoli ma la comunicazione giunse dopo la sua morte che avvenne il 27 marzo 1845.
Sposò Balsamo una ragazza brindisina, conosciuta nel periodo della sistemazione del porto della città natale della moglie.
A Teramo gli è stata dedicata una via del centro storico (una traversa di Corso San Giorgio) e l'Istituto tecnico per Geometri.

## Opere
L'ing. Carlo Forti era tenuto in grande considerazione dall'illuminista teramano Melchiorre Delfico. 
Fu progettista di importanti opere, dedicando molta parte del suo impegno professionale alla progettazione di strade.  Le sue opere più importanti furono: il Ponte San Ferdinando in Teramo (i cui lavori ebbero avvio nel 1833 e l'inaugurazione avvenne il 1847 dopo 14 anni); il superbo Palazzo dell'Intendenza (oggi Prefettura) nel 1836 (edificio in seguito modificato sensibilmente nell'architettura); la costruzione della strada Teramo-Giulianova e la Teramo-Montorio al Vomano che dotarono il capoluogo di una viabilità, prima mancante, sia verso il mare che verso la montagna. Tutte queste opere sono ancora oggi in uso.

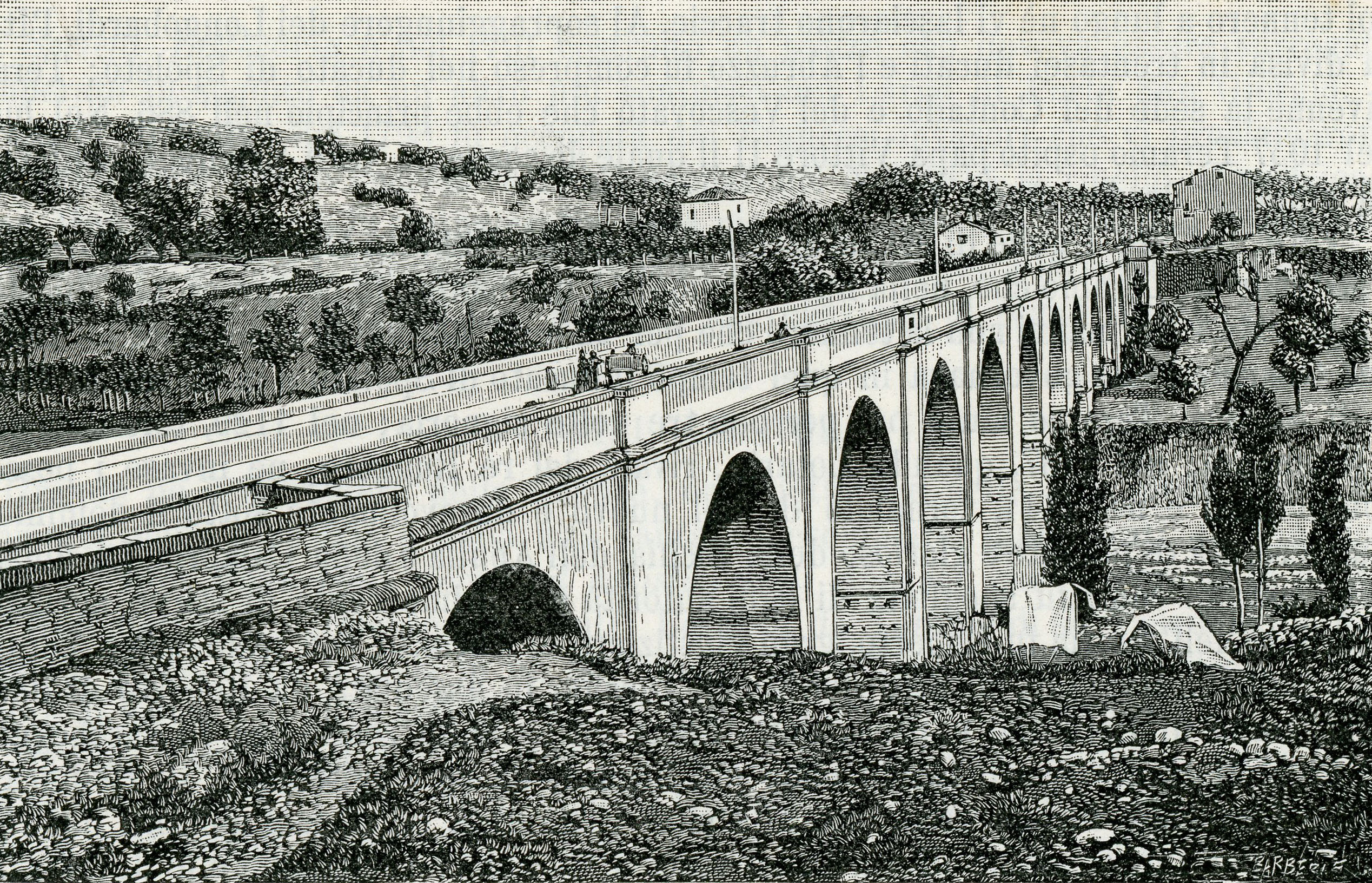
Ponte San Ferdinando a Teramo, opera del Forti

Altre opere sono state la strada che dalla collina del Pennino conduceva a Teramo, la Sulmona-fiume Tronto (quindi fino al confine del Regno), la strada di Palena per il collegamento di Lanciano con Roccaraso (qui vi era l'innesto con la consolare per Napoli), le strade trasversali di Penne e di Nereto.
Tra il 1812 e il 1826 diresse i lavori di demolizione della cinta muraria a occidente della città. Fu sua l'idea di sostituire all'antica porta di San Giorgio le due colonne conosciute poi con la denominazione popolare di "Due di coppe". Fu coinvolto nei lavori di completamento del palazzo Delfico.
Da ricordare anche gli apparati scenografici realizzati a Teramo nel 1806 per le celebrazioni in onore di Giuseppe Bonaparte, la sopraelevazione del Real Collegio, i cui lavori terminarono nel 1849 (l'edificio fu abbattuto per far posto all'attuale largo San Matteo). Suoi anche progetti per opere minori realizzate a Teramo: lavori di ristrutturazione di magazzini privati nei pressi del carcere Sant'Agostino per farne uno spazio ad uso della Gran Guardia (nel 1814); il ponte a catene (nel 1825) sul fiume Tordino, realizzato con un impalcato di legno sorretto da catene, costruzione che doveva essere provvisoria e che fu invece utilizzata fino al secolo successivo.
Nel 1844 il Re Ferdinando II chiedeva personalmente la consulenza di Forti sul progetto per una strada da Teramo a L'Aquila attraverso gli Appennini.  Fu questo l'ultimo impegno dell'ingegnere teramano, che fino agli ultimi mesi di vita riuscì a dare disposizioni per la realizzazione dell'opera. 
Dai suoi documenti e progetti si evincono suggerimenti sia nel campo dell'agricoltura che sull'idraulica. I suoi scritti furono pubblicati sulla rivista "Il Gran Sasso d'Italia", durante un periodo di attività in seno alla Società Economica (di cui fu prima Socio e poi Presidente).

## Scritti editi
- Sul modo di preparare il terreno in pendio (memoria letta nella Società economica di Abruzzo ultra I dall'ingegnere Carlo Forti attual presidente della medesima), in "Il Gran Sasso d'Italia", a. II, vol. 2°, L'Aquila, 15 aprile 1839, pp. 124-128.
- Istruzioni e premio che si accorda dalla Società Economica del 1° Abruzzo Ulteriore per la riduzione a coltura delle terre in pendio (scritto con G. De Fabritiis), Teramo, 1839, pp. 9.
- Sulla condotta delle acque del fiume Vezzola dentro la città di Teramo (letta il 30 dicembre 1841), in "Il Gran Sasso d'Italia", a. V, vol. 50, L'Aquila, 15 febbraio 1842, pp. 49-53.
- Apertura del terzo comizio agricolo in Abruzzo, in "Il Gran Sasso d'Italia", a. V, vol. 5°, L'Aquila, 1º dicembre 1842.